# Mustelídeos
Os mustelídeos (latim científico: Mustelidae) constituem uma família de mamíferos da ordem dos carnívoros, bastante diversificada e com ampla distribuição geográfica. O grupo tem representantes em todos os continentes, à exceção da Oceania, e ocupa habitats diversificados como os litorais costeiros, zonas montanhosas, o Rio Amazonas ou a tundra siberiana. Os mustelídeos são animais de pequeno a médio porte, desde a doninha anã do tamanho de um rato ao glutão de cerca de 25 kg, conhecido pela agressividade. O grupo inclui animais bem conhecidos como as lontras, os texugos e as doninhas.
Os mustelídeos têm tipicamente patas curtas, corpo alongado e uma cauda mais ou menos comprida. As orelhas são normalmente arredondadas e o focinho é afilado. Uma das características mais marcantes do grupo é a sua pelagem espessa de coloração e texturas variadas, de grande qualidade para efeitos de fabricação de vestuário. Esta qualidade fomentou a caça indiscriminada aos mustelídeos com o objetivo de lhes retirar a pele. O vison marinho, que vivia na costa leste da América do Norte, extinguiu-se em 1894 devido a caça exaustiva. Outras espécies como o vison ou o arminho foram também muito perseguidas. Hoje em dia a caça é controlada, mas a procura de peles de mustelídeo pela indústria da moda não baixou. Em vez disso, estes animais são hoje em dia criados em cativeiro, em quintas especializadas para a produção de peles. As condições em que os animais vivem são, em muitos casos, bastante precárias e as organizações de direitos dos animais têm vindo a lutar contra o fenômeno. Para além de campanhas publicitárias contra o uso de peles, uma das ações preferidas dos ativistas é a invasão das quintas e libertação dos animais. Esta atividade tem provocado a expansão geográfica de várias espécies, nomeadamente o vison nativo da América do Norte, para a Europa e América do Sul. Em contrapartida, à medida que o vison prolifera graças às fugas do cativeiro, o vison-europeu tem vindo a declinar por não ser capaz de competir no mesmo nicho ecológico com a espécie americana.

## Taxonomia da famíliaMustelidaeFischer von Waldheim, 1817
A lista não é exaustiva, no total existem 55 espécies de mustelídeos divididas em 24 gêneros.

### Subfamília incerta
- Paragale
  - Paragale huerzeleri - Mioceno Inferior, Aquitaniano (MN 2a), Montaigu-le-Blin, França.
- Plesiogale
  - Plesiogale angustifrons - Mioceno Inferior, Aquitaniano (MN 2a), Montaigu-le-Blin, França
  - Plesiogale postfelina - Mioceno Inferior, Burdigaliano (MN 3), Wintershof-West, Alemanha

### SubfamíliaOligobuninaeBaskin, 1998
- Promartes †
  - Promartes olcotti † - Mioceno Inferior, Hemingfordiano, EUA
- Oligobunis †
  - Oligobunis crassivultus † - Oligoceno Superior, Arikareeano, John Day Formation, EUA
- Aelurocyon †
- Megalictis †
  - Megalictis ferox† - Mioceno Inferior, Hemingfordiano, Marsland Formation, EUA.
- Zodiolestes †
  - Zodiolestes daemonelixensis † - Oligoceno Superior, Arikareeano, Harrison Formation, EUA.
- Brachypsalis †
- Potamotherium Geoffroy, 1833 †
- Potamotherium miocenicum Peters, 1868 †

### SubfamíliaLeptarctinaeGazin, 1936
- Leptarctus Leidy, 1856 †
  - Leptarctus neimenguensis - Mioceno Médio, Tunggur, Nei Mongol, China
- Trocharion Forsyth Major, 1903 †
  - Trocharion albanense F. Major, 1903 - La Grive Saint-Alban, França; Valles Pénédes, Espanha; Steinheim, Alemanha
- Craterogale Gazin, 1936 †
- Hypsoparia Dorr, 1954 †
- Schultzogale Lim & Martin, 2000 †
  - Schultzogale inexpecta Lim & Martin, 2000 - Hemingfordiano, Formação Runningwater, Nebraska, EUA.
- Kinometaxia Wang, Qiu & Wang, 2004 †
- Kinometaxia guangpui Wang, Qiu & Wang, 2004 - Mioceno Inferior, Formação Tiejianggou, Gansu, China.
- Trochotherium Fraas, 1870
  - Trochotherium cyamoides Fraas, 1870
- Gaillardina Ginsburg, 1999
  - Gailhardina transitoria Gaillard, 1899 - Mioceno Médio (MN 7-8), La Grive Saint-Alban, França

### SubfamíliaLutrinae
Inclui as lontras e ariranhas. Dividem-se 7 gêneros e 13 espécies atuais.
- Amblonyx
- Aonyx
- Enhydra
- Lontra
- Lutra
- Lutrogale
- Pteronura

### SubfamíliaMelinae
(Texugos)
- - Arctonyx
  - Meles - texugo-europeu
  - Melogale

### SubfamíliaMellivorinae'' Gill, 1872
- Eomellivora Zdansky, 1924
  - Eomellivora wimani Zdansky
  - Eomellivora tugenensis Morales & Pickford, 2005 - Mioceno Médio, Ngorora, Quênia
- Mellivora - ratel

### SubfamíliaTaxideinae
- - Taxidea - texugo americano

### SubfamíliaMustelinae
- - Eira - Irara
  - Galictis
  - Gulo - Glutão (monoespecífico)
  - Pekania - Pescador
  - Lyncodon
  - Martes - Martas
    - M. foina - Fuínha
    - M. zibellina - Zibelina

  - Mustela - Doninhas
    - M. vison - Vison
    - M. erminea - Arminho
    - M. macrodon - Vison marinho (extinto)
    - M. lutreola - Vison-europeu
    - M. nivalis - Doninha anã
    - M. putorius - Tourão
      - M. p. furo - Furão

    - M. nigripes - Furão americano

  - Poecilogale
  - Vormela

## Lista de Mustelídeos
- Ariranha
- Arminho
- Carcaju
- Doninha
- Fuinha
- Furão
- Irara
- Lontra
- Marta
- Marta-pescadora
- Ratel
- Texugo
- Tourão
- Vison